# Ảnh hưởng của biến đổi khí hậu đến đa dạng sinh học thực vật

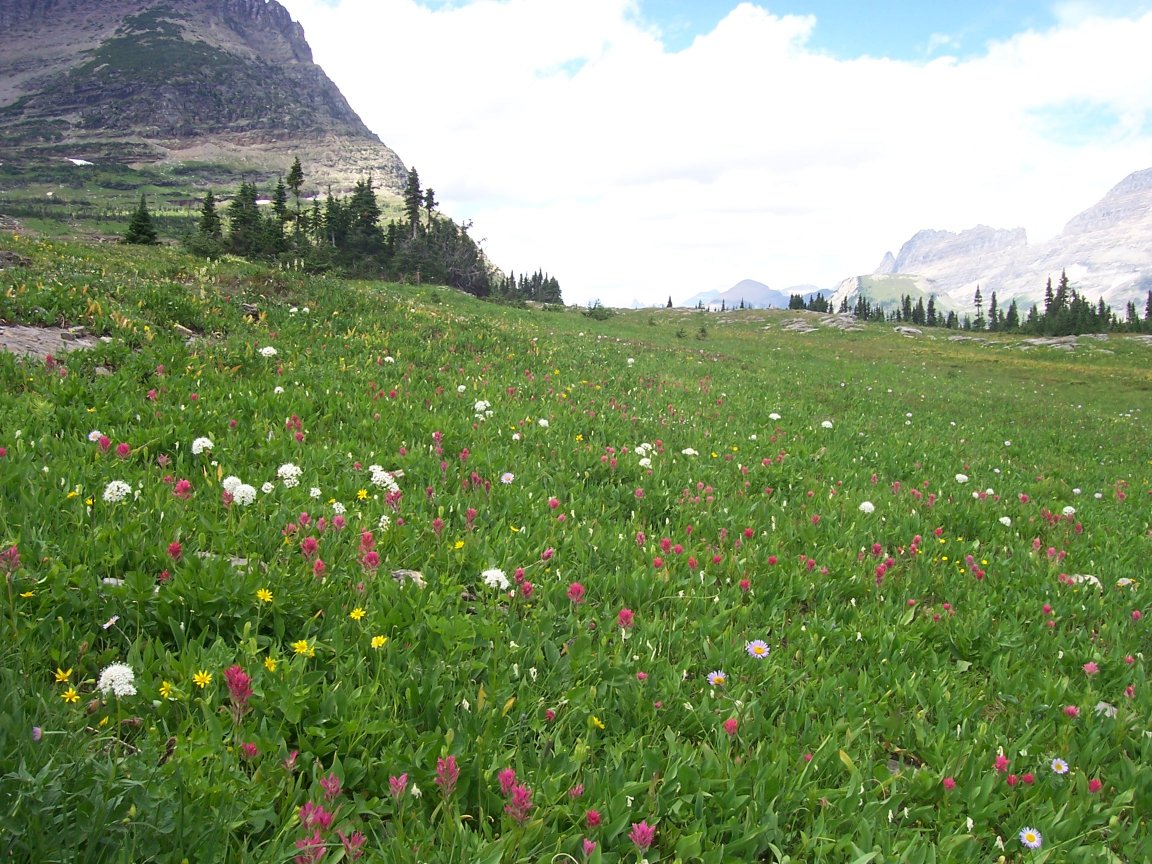
Hệ thực vật núi cao tại Đèo Logan, Vườn quốc gia Glacier, ở Montana, Hoa Kỳ: Thực vật núi cao là một nhóm được cho là rất dễ bị ảnh hưởng bởi tác động của biến đổi khí hậu

Biến đổi khí hậu là sự thay đổi dài hạn trong các kiểu thời tiết trung bình tạo nên khí hậu địa phương, khu vực và toàn Trái Đất. Những thay đổi này gây những tác động rộng lớn. Việc dự đoán tác động của biến đổi khí hậu với đa dạng sinh học thực vật có thể đạt được bằng nhiều mô hình khác nhau, tuy nhiên các mô hình khí hậu sinh học được sử dụng phổ biến nhất.
Điều kiện môi trường đóng một vai trò quan trọng với chức năng và phân bố địa lý của thực vật do đó các động đến đa dạng sinh học. Biến đổi khí hậu được xác định là có tác động to lớn đến các kiểu đa dạng thực vật hiện tại. Người ta dự đoán rằng biến đổi khí hậu sẽ vẫn là một trong những động lực chính của các mô hình đa dạng sinh học trong tương lai. Các hành động của con người hiện đang gây ra cuộc đại tuyệt chủng lớn thứ sáu mà Trái đất từng chứng kiến, làm thay đổi vùng phân bố và sự phong phú của nhiều loài thực vật. Một đánh giá năm 2022 về các loài thực vật có mạch cho thấy rằng các loài không có công dụng đáng kể trong xã hội loài người có nhiều khả năng bị tuyệt chủng hơn so với các loài thực vật được trồng tích cực cho các mục đích của con người như nông nghiệp hoặc trang trí đô thị.

## Bối cảnh cổ đại

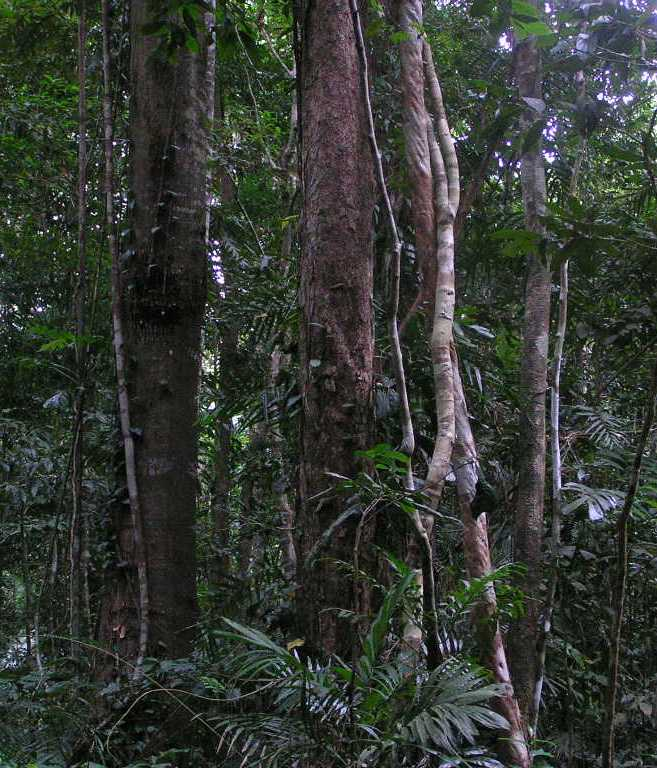
Rừng nhiệt đới Úc: Một hệ sinh thái được biết là đã thu hẹp diện tích đáng kể trong thời gian địa chất gần đây do thay đổi khí hậu.

Bản đồ phân bố thảm thực vật toàn cầu trong thời kỳ cực đại băng hà cuối cùng

Trái đất đã trải qua sự thay đổi khí hậu liên tục kể từ khi thực vật xuất hiện lần đầu tiên. So với ngày nay, lịch sử cổ đại đã chứng kiến Trái đất mát hơn, ấm hơn, khô hơn và ẩm ướt hơn, đồng thời nồng độ CO2  (carbon dioxide ) cao hơn hoặc thấp hơn. Những thay đổi này đã được phản ánh bởi sự thay đổi liên tục của thảm thực vật, ví dụ như các cộng đồng rừng thống trị hầu hết các khu vực trong thời kỳ gian băng và các cộng đồng thân thảo chiếm ưu thế trong thời kỳ băng hà . Các hồ sơ hóa thạch đã chứng minh rằng sự thay đổi khí hậu trong quá khứ là động lực chính của các quá trình hình thành loài và tuyệt chủng. Ví dụ nổi tiếng nhất là Sự sụp đổ của Rừng nhiệt đới Carboniferous xảy ra cách đây 350 triệu năm. Sự kiện này đã tàn phá quần thể lưỡng cư và thúc đẩy sự tiến hóa của các loài bò sát.
Tốc độ biến đổi khí hậu là một biến số quan trọng ảnh hưởng đến sự thích nghi và sinh tồn của các loài sinh vật—biến đổi càng nhanh càng gây nhiều khó khăn và tăng khả năng tuyệt chủng. So với hiện đại, biến đổi khí hậu trong quá khứ chậm hơn nhiều lần.

## Bối cảnh hiện đại
Hiện tượng thay đổi khí hậu do con người gây ra gần đây, hoặc sự nóng lên toàn cầu nhận được sự quan tâm đáng kể. Trọng tâm là xác định các tác động hiện tại của biến đổi khí hậu đối với đa dạng sinh học và dự đoán những tác động này trong tương lai.
Các biến số khí hậu có thay đổi liên quan đến chức năng và sự phân bố của thực vật bao gồm tăng nồng độ CO2, tăng nhiệt độ toàn cầu, thay đổi mô hình mưa và thay đổi mô hình của các sự kiện "thời tiết cực đoan" như lốc xoáy, hỏa hoạn hoặc bão. Các mô hình khác nhau tiên đoán phân bố loài khác nhau rất nhiều dưới tác động của thay đổi khí hậu sinh học.
Bởi vì các loài thực vật chỉ có thể sinh hoạt và hoàn thành vòng đời trong các điều kiện môi trường nhất định (các điều kiện lý tưởng là một tập con nhỏ hơn), những thay đổi về khí hậu có thể có tác động đáng kể đến thực vật từ cấp độ của từng cá thể cho đến cấp độ của hệ sinh thái hoặc quần xã sinh vật.

### Ảnh hưởng củaCO2

Sự gia tăng gần đây về trong khí quyển.

Nồng độ CO2 đã liên tục tăng trong hơn hai thế kỷ qua. Sự tăng nồng độ CO2 khí quyển tác động đến quang hợp, làm tăng hiệu năng sử dụng nước, tăng khả năng quang hợp và tăng trưởng. Sự tăng CO2 được cho là tạo ra sự "dày lên" của hệ thực vật về cấu trúc và chức năng. Tuỳ vào môi trường, có các phản ứng khác nhau giữa các loại cây chính ví dụ như C3 và C4 hoặc cây thân gỗ và thân thảo; từ đó có thể thay đổi sự cạnh tranh giữa các nhóm. Nồng độ CO2 cao hơn có thể tăng tỷ trọng carbon : nitơ và các khía cạnh hoá học khác trong lá, từ đó thay đổi dinh dưỡng của các loài ăn cỏ. Nghiên cứu cho thấy gấp đôi nồng độ CO2 dẫn đến tăng quang hợp ở các cây C3 nhưng không tác động đến C4. Tuy nhiên, cây C4 lại chịu hạn tốt hơn cây C3.

#### Ảnh hưởng của nhiệt độ

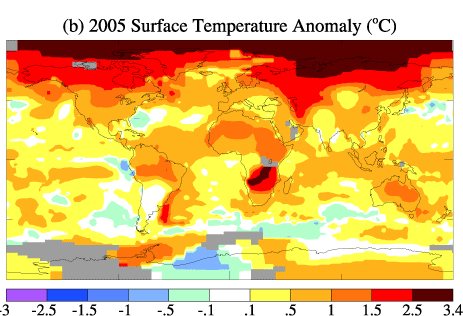
Biến dị nhiệt độ bề mặt hàng năm toàn cầu năm 2005, so với trung bình 1951-1980

Nhiệt độ tăng làm tăng tốc độ của nhiều quá trình sinh lý như quang hợp, đến một mức độ nhất định, tùy thuộc vào loại thực vật. Sự gia tăng quang hợp và các quá trình sinh lý khác được thúc đẩy bởi tốc độ phản ứng hóa học tăng lên và tỷ lệ chuyển đổi sản phẩm enzym tăng gấp đôi với mỗi mức tăng 10 °C. Nhiệt độ khắc nghiệt có thể gây hại khi vượt quá giới hạn sinh lý của cây, dẫn đến tốc độ mất ẩm cao hơn.
Một giả thuyết phổ biến trong khoa học là khu vực càng ấm thì sự đa dạng thực vật càng cao. Giả thuyết này có thể được quan sát thấy trong tự nhiên, nơi đa dạng sinh học thực vật cao hơn thường nằm ở các vĩ độ nhất định (thường tương quan với khí hậu/nhiệt độ cụ thể). Các loài thực vật trong hệ sinh thái núi và tuyết có nguy cơ mất môi trường sống cao hơn do biến đổi khí hậu. Tác động của biến đổi khí hậu được dự đoán là nghiêm trọng hơn ở các vùng núi phía bắc.
Lượng khí thải hiện tiếp tục tăng dẫn đến Trái Đất ấm hơn khoảng 1,1 °C so với cuối những năm 1800. Thập kỷ 2011-2020 là thập kỷ nóng nhất từng được ghi nhận. Nhiều người nghĩ biến đổi khí hậu chủ yếu có nghĩa là nhiệt độ ấm hơn nhưng đó chỉ là điểm khởi đầu. Vì Trái đất là một hệ thống mà mọi thứ được kết nối, những thay đổi trong một khu vực có thể ảnh hưởng đến những thay đổi ở tất cả những khu vực khác. Hậu quả của biến đổi khí hậu hiện nay bao gồm hạn hán nghiêm trọng, khan hiếm nước, hỏa hoạn nghiêm trọng, mực nước biển dâng cao, lũ lụt, băng ở hai cực tan chảy, bão thảm khốc và suy giảm đa dạng sinh học.

#### Ảnh hưởng của nước

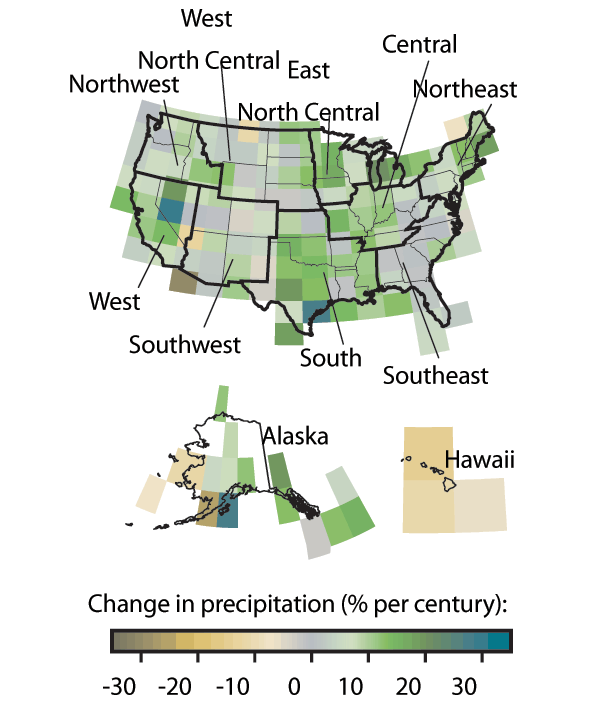
Xu hướng lượng mưa ở Hoa Kỳ, từ giai đoạn 1901–2005. Ở một số khu vực, lượng mưa đã tăng lên trong thế kỷ trước, trong khi một số khu vực khô hạn.

Vì nguồn cung cấp nước rất quan trọng cho sự phát triển của thực vật nên nó đóng vai trò chính trong việc xác định sự phân bố của thực vật. Những thay đổi về lượng mưa được dự đoán là ít nhất quán hơn so với nhiệt độ và thay đổi nhiều hơn giữa các khu vực, với dự đoán cho một số khu vực trở nên ẩm ướt hơn nhiều và một số khu vực khô hơn nhiều. Sự thay đổi về lượng nước sẽ có tương quan trực tiếp với tốc độ tăng trưởng và sự sinh tồn của các loài thực vật trong một khu vực.
Với các trận mưa ít nhất quán hơn, cường độ cao hơn, lượng nước sẽ có tác động trực tiếp đến độ ẩm của đất trong một khu vực. Độ ẩm của đất giảm sẽ có tác động tiêu cực đến sự phát triển của thực vật, làm thay đổi toàn bộ hệ sinh thái. Thực vật không chỉ dựa vào tổng lượng mưa trong mùa sinh trưởng mà còn phụ thuộc vào cường độ và độ lớn của từng đợt mưa. Ngoài ra, các điều kiện giống như hạn hán xảy ra thường xuyên hơn cùng với biến đổi khí hậu khiến nhiều cộng đồng thực vật và cây cối dễ bị hỏa hoạn với cơ hội sống sót thấp hơn, làm giảm đáng kể tính đa dạng.

#### Tác động chung
Các biến môi trường không hoạt động riêng lẻ mà kết hợp với các áp lực khác như suy thoái môi trường sống, mất môi trường sống và du nhập các loài ngoại lai có khả năng xâm lấn. Có ý kiến cho rằng những nhân tố này sẽ kết hợp với biến đổi khí hậu để tăng áp lực sinh tồn lên các loài.  Khi những thay đổi này cộng lại, các hệ sinh thái được dự đoán sẽ khác nhiều so với hiện nay. Các hệ sinh thái đa dạng sinh học hơn (các điểm nóng đa dạng sinh học) chẳng hạn như các hệ sinh thái kiểu Địa Trung Hải có nguy cơ cao nhất và nhạy cảm nhất với những thay đổi do sự nóng lên toàn cầu gây ra.

## Tác động trực tiếp

### Thay đổi trong phân phối

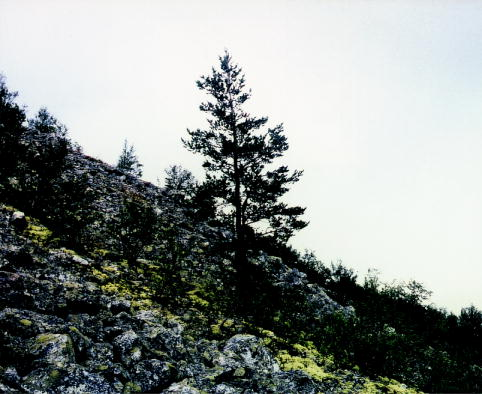
Cây thông là tiêu biểu cho sự tăng giới hạn độ cao của cây là 105 m trong giai đoạn 1915–1974. Nipfjället, Thụy Điển

Nếu các yếu tố khí hậu như nhiệt độ và lượng mưa thay đổi trong một khu vực vượt quá khả năng chịu đựng của tính dẻo kiểu hình của loài, thì sự thay đổi phân bố của loài có thể là không thể tránh khỏi. Đã có bằng chứng cho thấy các loài thực vật đang thay đổi phạm vi của chúng theo độ cao và vĩ độ như một phản ứng đối với sự thay đổi khí hậu khu vực. Tuy nhiên, rất khó để dự đoán phạm vi loài sẽ thay đổi như thế nào để đáp ứng với khí hậu và tách biệt những thay đổi này với tất cả những thay đổi môi trường do con người tạo ra khác như hiện tượng phú dưỡng, mưa axit và phá hủy môi trường sống .
Khi so sánh với tốc độ di cư của các loài thực vật được báo cáo trong quá khứ, tốc độ thay đổi nhanh chóng hiện nay có khả năng không chỉ làm thay đổi sự phân bố của các loài mà còn khiến nhiều loài không thể đuổi theo được kiểu khí hậu cần thiết. Các điều kiện môi trường cần thiết cho một số loài, chẳng hạn như ở các vùng núi cao có thể biến mất hoàn toàn. Những thay đổi này có thể làm tăng nhanh chóng nguy cơ tuyệt chủng. Thích nghi với các điều kiện mới cũng có thể có tầm quan trọng lớn trong phản ứng của thực vật.
Tuy nhiên, việc dự đoán nguy cơ tuyệt chủng của các loài thực vật không hề dễ dàng. Chẳng hạn, các ước tính từ các giai đoạn băng hà gần đây cho thấy tương đối ít loài bị tuyệt chủng ở một số vùng. Kiến thức về cách các loài thích nghi hoặc tồn tại khi đối mặt với sự thay đổi nhanh chóng vẫn còn tương đối hạn chế.
Rõ ràng là sự mất mát của một số loài sẽ rất nguy hiểm cho con người vì những công dụng của chúng sẽ mất theo. Một số trong số chúng có những đặc điểm độc đáo không thể thay thế bằng bất kỳ loài nào khác.
Phân bố của các loài và loài thực vật sẽ bị thu hẹp do tác động của biến đổi khí hậu. Biến đổi khí hậu có thể ảnh hưởng đến các khu vực như trú đông và nơi sinh sản của chim. Các loài chim di cư sử dụng nơi trú đông và nơi sinh sản làm nơi kiếm ăn và nạp lại năng lượng sau khi di cư trong nhiều giờ. Nếu những khu vực này bị hư hại do biến đổi khí hậu, thì cuối cùng chúng cũng sẽ bị ảnh hưởng.

### Những thay đổi trong vòng đời
Thời gian của các sự kiện vật hậu học như ra hoa thường liên quan đến các biến môi trường như nhiệt độ. Do đó, môi trường thay đổi được cho là sẽ dẫn đến những thay đổi trong các sự kiện vòng đời và những điều này đã được ghi nhận đối với nhiều loài thực vật. Những thay đổi này có khả năng dẫn đến sự bất đồng bộ giữa các loài hoặc thay đổi sự cạnh tranh giữa các loài thực vật. Cả côn trùng thụ phấn và quần thể thực vật cuối cùng có thể bị tuyệt chủng do mối liên hệ không đồng đều và rối loạn do biến đổi khí hậu gây ra. Ví dụ, thời gian ra hoa ở các loài thực vật ở Anh đã thay đổi, dẫn đến việc cây hàng năm ra hoa sớm hơn cây lâu năm và cây thụ phấn nhờ côn trùng ra hoa sớm hơn cây thụ phấn nhờ gió; với những hậu quả sinh thái tiềm ẩn. Một nghiên cứu được công bố gần đây đã sử dụng dữ liệu được ghi lại bởi nhà văn và nhà tự nhiên học Henry David Thoreau để xác nhận tác động của biến đổi khí hậu đối với vật hậu học của một số loài ở khu vực Concord, Massachusetts .

### Đa dạng di truyền
Sự phong phú về loài và sự đồng đều về loài đóng một vai trò quan trọng trong việc một hệ sinh thái có thể thích ứng với sự thay đổi nhanh chóng và hiệu quả như thế nào. Bằng cách tăng nguy cơ nút thắt quần thể thông qua các sự kiện thời tiết khắc nghiệt hơn, sự đa dạng di truyền trong quần thể sẽ giảm mạnh.
Ngược lại, môi trường thay đổi gây áp lực lên cây để tăng tính dẻo kiểu hình của nó, khiến các loài thay đổi nhanh hơn dự đoán.

## Tác động gián tiếp
Tất cả các loài đều bị ảnh hưởng trực tiếp bởi những thay đổi trong điều kiện môi trường đã thảo luận ở trên, cộng thêm ảnh hưởng gián tiếp thông qua sự tương tác của chúng với các loài khác. Mặc dù các tác động trực tiếp có thể dễ dự đoán và hình dung hơn, nhưng có khả năng các tác động gián tiếp cũng quan trọng không kém trong việc xác định phản ứng của thực vật đối với biến đổi khí hậu. Ví dụ, khi một loài thay đổi phân bố do hậu quả trực tiếp của biến đổi khí hậu, nó có thể xâm chiếm phạm vi của loài khác hoặc bị xâm chiếm, tạo ra mối quan hệ cạnh tranh mới hoặc thay đổi các quá trình khác như hấp thụ carbon .
Một loại cỏ mới có thể lan đến một vùng làm thay đổi chế độ cháy và làm thay đổi lớn thành phần các loài. Một mầm bệnh hoặc ký sinh trùng có thể thay đổi tương tác của nó với cây trồng, chẳng hạn như một loại nấm gây bệnh trở nên phổ biến hơn khi một khu vực có nhiều mưa hơn. Nhiệt độ tăng có thể cho phép động vật ăn cỏ mở rộng hơn nữa vào các vùng núi cao, tác động đáng kể đến thành phần của các cánh đồng thảo mộc núi cao.

## Thay đổi ở cấp độ cao hơn
Các loài phản ứng theo những cách rất khác nhau đối với biến đổi khí hậu. Sự thay đổi trong phân bố, vật hậu học và sự phong phú của các loài sẽ dẫn đến những thay đổi không thể tránh khỏi về sự phong phú tương đối của các loài và sự tương tác của chúng. Những thay đổi này sẽ tiếp tục ảnh hưởng đến cấu trúc và chức năng của các hệ sinh thái. Các mô hình di cư của loài chim đã cho thấy sự thay đổi trong việc bay về phía nam sớm hơn và quay trở lại sớm hơn, điều này theo thời gian có thể ảnh hưởng đến toàn bộ hệ sinh thái. Nếu chim rời đi sớm hơn, điều này sẽ làm giảm tỷ lệ thụ phấn của một số loài thực vật theo thời gian.